# ماسیمیلیانو فاریس
ماسیمیلیانو فاریس (ایتالیایی: Massimiliano Farris؛ زادهٔ ۲۴ فوریهٔ ۱۹۷۱) بازیکن پیشین و سرمربی کنونی فوتبال اهل ایتالیا است. او دستیار سیمونه اینزاگی در باشگاه فوتبال الهلال است.

## زندگی شخصی
فاریس طرفدار باشگاه فوتبال اینترمیلان است.

## افتخارات

### به عنوان بازیکن
ترنانا
- سری سی(۱): ۹۲–۱۹۹۱

### به عنوان دستیار
لاتزیو
- کوپا ایتالیا(۱): ۱۹–۲۰۱۸
- سوپرجام فوتبال ایتالیا(۲): ۲۰۱۷، ۲۰۱۹

اینترمیلان
- سری آ(۱): ۲۴–۲۰۲۳
- کوپا ایتالیا(۲): ۲۲–۲۰۲۱، ۲۳–۲۰۲۲
- سوپر جام فوتبال ایتالیا(۳): ۲۰۲۱، ۲۰۲۲، ۲۰۲۳
- لیگ قهرمانان اروپا: ۲۳–۲۰۲۲، ۲۵–۲۰۲۴ (نایب‌قهرمان)